# Leila Meskhi
Leila Meskhi (Tbilisi, RSS de Geòrgia, URSS, 5 de gener de 1968) és una exjugadora de tennis professional georgiana que va competir per la Unió Soviètica i l'Equip Unificat.
En el seu palmarès consten cinc títols individuals i cinc més en dobles femenins en el circuit WTA. Va arribar al dotzè lloc del rànquing individual i el 21è en el rànquing de dobles femenins. Va guanyar la medalla de bronze en els Jocs Olímpics de Barcelona 1992 en la modalitat de dobles femenins junt a Nataixa Zvéreva representant l'Equip Unificat.

## Jocs Olímpics

### Dobles femenins
| Any  | Campionat                         | Parella         | Oponents                        | Resultat    |
| ---- | --------------------------------- | --------------- | ------------------------------- | ----------- |
| 1992 | Jocs Olímpics, Barcelona, Espanya | Nataixa Zvéreva | Rachel McQuillan Nicole Bradtke | No disputat |

## Palmarès

### Individual: 11 (5−6)
| Llegenda                     |
| ---------------------------- |
| Grand Slam (0−0)             |
| WTA Tour Championships (0−0) |
| Tier I (0−1)                 |
| Tier II (0−0)                |
| Tier III (0−0)               |
| Tier IV (1−2)                |
| Tier V (4−3)                 |

| Títols per superfície |
| --------------------- |
| Dura (4−4)            |
| Gespa (0−0)           |
| Terra batuda (0−1)    |
| Moqueta (1−1)         |

| Resultat   | Núm. | Data                   | Torneig                     | Superfície   | Oponent              | Marcador         |
| ---------- | ---- | ---------------------- | --------------------------- | ------------ | -------------------- | ---------------- |
| Finalista  | 1.   | 18 d'abril de 1988     | Singapur, Singapur          | Dura         | Monique Javer        | 6−7(3), 3−6      |
| Finalista  | 2.   | 5 de març de 1989      | Oklahoma City, Estats Units | Dura (i)     | Manon Bollegraf      | 4−6, 4−6         |
| Guanyadora | 1.   | 6 de novembre de 1989  | Nashville, Estats Units     | Dura         | Helen Kelesi         | 6−2, 6−3         |
| Guanyadora | 2.   | 29 de gener de 1990    | Auckland, Nova Zelanda      | Dura         | Sabine Appelmans     | 6−1, 6−0         |
| Finalista  | 3.   | 5 de febrer de 1990    | Wellington, Nova Zelanda    | Dura         | Wiltrud Probst       | 6−1, 4−6, 0−6    |
| Guanyadora | 3.   | 1 d'octubre de 1990    | Moscou, URSS                | Moqueta (i)  | Elena Brioukhovets   | 6−4, 6−4         |
| Finalista  | 4.   | 5 de novembre de 1990  | Indianapolis, Estats Units  | Dura (i)     | Conchita Martínez    | 4−6, 4−6         |
| Guanyadora | 4.   | 4 de febrer de 1991    | Wellington                  | Dura         | Andrea Strnadová     | 3−6, 7−6(3), 6−2 |
| Finalista  | 5.   | 1 d'abril de 1991      | Hilton Head, Estats Units   | Terra batuda | Gabriela Sabatini    | 1−6, 1−6         |
| Finalista  | 6.   | 23 de setembre de 1991 | Baiona, França              | Moqueta (i)  | M. Maleeva-Fragniere | 6−4, 3−6, 4−6    |
| Guanyadora | 5.   | 9 de gener de 1995     | Hobart, Austràlia           | Dura         | Li Fang              | 6−2, 6−3         |

### Dobles femenins: 12 (5−7)
| Llegenda                     |
| ---------------------------- |
| Grand Slam (0−0)             |
| WTA Tour Championships (0−0) |
| Tier I (0−0)                 |
| Tier II (1−2)                |
| Tier III (2−0)               |
| Tier IV (0−0)                |
| Tier V (2−4)                 |

| Títols per superfície |
| --------------------- |
| Dura (2−3)            |
| Gespa (0−1)           |
| Terra batuda (1−2)    |
| Moqueta (2−1)         |

| Resultat   | Núm. | Data                   | Torneig                      | Superfície   | Parella              | Oponents                          | Marcador            |
| ---------- | ---- | ---------------------- | ---------------------------- | ------------ | -------------------- | --------------------------------- | ------------------- |
| Finalista  | 1.   | 27 de setembre de 1987 | Hamburg, Alemanya Occidental | Terra batuda | Natalia Egorova      | C. Kohde-Kilsch Jana Novotná      | 6−7(1), 6−7(6)      |
| Finalista  | 2.   | 24 d'abril de 1988     | Singapur, Singapur           | Dura         | Svetlana Parkhomenko | Natalia Egorova Natalia Medvedeva | 6−7, 3−6            |
| Finalista  | 3.   | 12 de juny de 1988     | Birmingham, Regne Unit       | Gespa        | Svetlana Parkhomenko | Larisa Neiland Nataixa Zvéreva    | 4−6, 1−6            |
| Finalista  | 4.   | 26 de febrer de 1989   | Wichita, Estats Units        | Dura         | Sandy Collins        | Manon Bollegraf Lise Gregory      | 2−6, 6−7            |
| Finalista  | 5.   | 12 de novembre de 1989 | Nashville, Estats Units      | Dura         | Natalia Medvedeva    | Manon Bollegraf Meredith McGrath  | 6−1, 6−7(5), 6−7(4) |
| Guanyadora | 1.   | 4 de febrer de 1990    | Auckland, Nova Zelanda       | Dura         | Natalia Medvedeva    | Jill Hetherington Robin White     | 3−6, 6−3, 7−6(3)    |
| Guanyadora | 2.   | 5 de febrer de 1990    | Wellington, Nova Zelanda     | Dura         | Natalia Medvedeva    | Michelle Jaggard Julie Richardson | 6−3, 2−6, 6−4       |
| Guanyadora | 3.   | 28 de febrer de 1993   | Linz, Àustria                | Moqueta (i)  | Eugenia Maniokova    | Conchita Martínez Judith Wiesner  | Renúncia            |
| Guanyadora | 4.   | 11 d'abril de 1993     | Amelia Island, Estats Units  | Terra batuda | Manuela Maleeva      | Amanda Coetzer Inés Gorrochategui | 3−6, 6−3, 6−4       |
| Guanyadora | 5.   | 13 de febrer de 1994   | Linz (2)                     | Moqueta (i)  | Eugenia Maniokova    | Åsa Carlsson Caroline Schneider   | 6−2, 6−2            |
| Finalista  | 6.   | 1 de maig de 1994      | Hamburg (2)                  | Terra batuda | Eugenia Maniokova    | Jana Novotná A. Sánchez Vicario   | 3−6, 2−6            |
| Finalista  | 7.   | 24 d'octubre de 1994   | Essen, Alemanya              | Moqueta (i)  | Eugenia Maniokova    | Maria Lindström Maria Strandlund  | 2−6, 1−6            |

### Equips: 1 (0−1)
| Resultat  | Núm. | Data                    | Torneig                               | Superfície | Equip                                               | Oponents                                                     | Marcador |
| --------- | ---- | ----------------------- | ------------------------------------- | ---------- | --------------------------------------------------- | ------------------------------------------------------------ | -------- |
| Finalista | 1.   | 21−29 de juliol de 1990 | Copa Federació, Atlanta, Estats Units | Dura       | Elena Brioukhovets Larisa Savchenko Nataixa Zvéreva | Jennifer Capriati Patty Fendick Gigi Fernández Zina Garrison | 1−2      |

## Trajectòria

### Individual
| Open d'Austràlia | A  | A  | A  | 3R | A  | 4R | 1R | 1R | 1R  | 0 / 5 | 5 − 5  |  |
| Roland Garros | A  | A  | 1R | 3R | 4R | 4R | 3R | 3R | A   | 0 / 6 | 12 − 6 |  |
| Wimbledon | Q2 | 2R | A  | 1R | A  | 1R | 1R | 1R | A   | 0 / 5 | 1 − 5  |  |
| US Open | A  | 3R | 3R | QF | 3R | 2R | 2R | 4R | A   | 0 / 7 | 15 − 7 |  |
| Rànquing a final d'any | 46 | 46 | 30 | 19 | 15 | 22 | 37 | 34 | 141 | 838   |        |  |
| Llegenda: G: Guanyadora; F: Finalista; SF: Semifinalista; QF: Quarts de final; Q: Qualificació; A: Absent; RR: Round Robin |    |    |    |    |    |    |    |    |     |       |        |  |

### Dobles femenins
| Open d'Austràlia | A  | A  | A  | QF | A  | 3R | 1R | 3R | QF | 0 / 5 | 10 − 5 |  |
| Roland Garros | A  | A  | 1R | 3R | 3R | 1R | 3R | QF | A  | 0 / 6 | 9 − 6  |  |
| Wimbledon | 1R | 2R | A  | 2R | A  | 2R | 2R | 2R | A  | 0 / 6 | 5 − 6  |  |
| US Open | A  | 1R | 2R | QF | SF | 3R | 2R | 2R | A  | 0 / 7 | 12 − 7 |  |
| Rànquing a final d'any | 44 | 49 | 27 | 31 | 37 | 70 | 38 | 27 | −  | 400   |        |  |
| Llegenda: G: Guanyadora; F: Finalista; SF: Semifinalista; QF: Quarts de final; Q: Qualificació; A: Absent; RR: Round Robin |    |    |    |    |    |    |    |    |    |       |        |  |

### Dobles mixts
| Open d'Austràlia | A  | A | A | A  | A | A  | A  | A  | 0 / 0 | 0 − 0 |
| Roland Garros | A  | A | A | 1R | A | 2R | 2R | A  | 0 / 3 | 2 − 3 |
| Wimbledon | 2R | A | A | A  | A | 1R | 1R | A  | 0 / 3 | 1 − 3 |
| US Open | A  | A | A | A  | A | 1R | A  | 1R | 0 / 2 | 0 − 2 |
| Llegenda: G: Guanyadora; F: Finalista; SF: Semifinalista; QF: Quarts de final; Q: Qualificació; A: Absent; RR: Round Robin |    |   |   |    |   |    |    |    |       |       |